# Anthony Grafton
Anthony Grafton (parfois Anthony T. Grafton), né le 21 mai 1950, est un historien américain, professeur à l'université de Princeton, à la chaire Henry Putman. Il est également membre correspondant de la British Academy et lauréat du prix Balzan.

## Formation
Il étudia à la Philipps Academy et à l'université de Chicago où il décrocha ses titres universitaires: A. B. (Artium Baccalaureus) et Ph. D. (Philosophiae Doctor). Il suivit aussi, durant un an, des cours à l'University College de Londres, sous Arnaldo Momigliano, et créa des liens avec l'institut Warburg.

## Carrière
- professeur à l'université Cornell, département d'histoire.
- professeur dès 1975 à l'université de Princeton.
- Il est également depuis 2007, coéditeur du Journal of the History of Ideas.

## Œuvre
Il est un grand spécialiste de l'histoire de la tradition classique de la Renaissance jusqu'au XVIIIe siècle.
Ses livres sont principalement consacrés à l'histoire du monde de l'enseignement et des principaux érudits de la fin de la Renaissance.

## Publications
- Joseph Scaliger: A Study in the History of Classical Scholarship, Oxford-Warburg Studies (Oxford: Oxford University Press, 1983-1993).
- avec Lisa Jardine, From Humanism to the Humanities. Education and the Liberal Arts in Fifteenth- and Sixteenth-Century Europe (London: Duckworth, 1986).
- Forgers and Critics. Creativity and Duplicity in Western Scholarship (Princeton: Princeton University Press, 1990). Trad. : Faussaires et critiques. Créativité et duplicité chez les érudits occidentaux, Histoire, Les Belles Lettres, 1993, 162p.
- Defenders of the Text: The Traditions of Scholarship in the Age of Science, 1450-1800 (Cambridge, MA: Harvard University Press, 1991).
- Commerce with the Classics: Ancient Books and Renaissance Readers (Ann Arbor: University of Michigan Press, 1997).
- The Footnote: A Curious History (Cambridge, MA: Harvard University Press, 1997). Trad. : Les origines tragiques de l'érudition. Une histoire de la note en bas de page, Seuil, 1998, 219 p.
- Cardano's Cosmos : The Worlds and Works of a Renaissance Astrologer (Cambridge, MA: Harvard University Press, 1999).
- Leon Battista Alberti: Master Builder of the Italian Renaissance (Cambridge, MA: Harvard University Press, 2000).
- Bring Out Your Dead: The Past as Revelation (Cambridge, MA: Harvard University Press, 2001).
- What Was History?: The Art of History in Early Modern Europe (Cambridge: Cambridge University Press, 2006).
- avec Megan Hale Williams, Christianity and the Transformation of the Book: Origen, Eusebius, and the Library of Caesarea (Cambridge, MA: Harvard University Press, 2006).
- Codex in Crisis (New York: The Crumpled Press, 2008). Video: Anthony Grafton: Codex in Crisis, Authors@Google, February 12, 2009
- Worlds Made by Words (Cambridge, MA: Harvard University Press, 2009). Review by Véronique Krings, Bryn Mawr Classical Review 2009.09.32
- La page de l'Antiquité à l'ère du numérique : histoire, usages, esthétiques (Paris : Hazan, 2012 ; collection : Essais ; thématique : La chaire du Louvre).
- Magus. The Art of Magic from Faustus to Agrippa (Harvard, The Belknap Press of Harvard University Press, 2023).

### Essais
- Anthony Grafton à The New York Review of Books